# 高崎市総合保健センター
高崎市総合保健センター（たかさきしそうごうほけんセンター）は、群馬県高崎市高松町にある公的施設。

## 施設概要
2011年（平成23年）4月に高崎市が中核市となり、同時に開館した。また、高崎市立中央図書館や立体駐車場も併設している。設計・建築は大成建設と佐藤総合計画が行った。
この施設は珍しい建築方法で、真夏の熱気や真冬の冷気を外に放出しやすい構造となっている。さらに、地震対策として免震構造が導入されている。
本建物は、2012年に日本建設業連合会主催の第53回BCS賞を受賞している。

### 館内施設
| 階 | 概 要 |
| -- | --- |
| 6F | 高崎市立中央図書館（視聴覚スペース、多目的室、学習室、行政・地域資料保存庫、図書館事務室）                 |
| 5F | 高崎市立中央図書館（一般図書スペース、児童書スペース、地域資料・参考図書スペース、公開書庫）               |
| 4F | 高崎市保健医療部（高崎市保健所）                                                                           |
| 3F | 高崎地域医療センター、高崎市医師会、高崎歯科医療センター、高崎市歯科医師会、高崎市薬剤師会、施設共用会議室 |
| 2F | 健康検診センター、施設共用会議室                                                                           |
| 1F | こども検診センター、高崎市夜間急病診療所、高崎市休日応急歯科診療所                                         |

## 沿革
- 2011年（平成23年）4月1日 地上6階・地下1階、高崎市立中央図書館と併設して開館。

## 交通アクセス
- JR高崎線・上信電鉄高崎駅西口より徒歩13分。
- 高崎市内循環バスぐるりん都心循環線「高崎市総合保健センター・中央図書館」、小林山線・高経大線 「もてなし広場前」下車 徒歩1分。